# Myrsine parvifolia
Myrsine parvifolia A.DC. – gatunek roślin z rodziny pierwiosnkowatych (Primulaceae). Występuje naturalnie w Brazylii (w stanach Sergipe, Bahia, Espírito Santo, Minas Gerais, Rio de Janeiro, São Paulo, Paraná, Rio Grande do Sul oraz Santa Catarina) i Urugwaju. 

## Morfologia
PokrójZimozielony półkrzew dorastające do 0,5 m wysokości.
LiścieBlaszka liściowa jest skórzasta i ma eliptyczny lub odwrotnie jajowaty kształt. Mierzy 6 cm długości oraz 1,5–2,6 cm szerokości, jest całobrzega, ma klinową nasadę i tępy wierzchołek. Ogonek liściowy jest nagi i ma 5–7 mm długości.
KwiatyZebrane w pęczkach wyrastających z kątów pędów. Mają 5 działek kielicha o owalnym kształcie i dorastające do 1 mm długości. Płatków jest 5, są lancetowate i mają 2 mm długości.
OwocePestkowce mierzące 4 mm średnicy, o kulistym kształcie i czarnej lub czerwonej barwie.

## Biologia i ekologia
Rośnie w lasach oraz na terenach skalistych. Występuje na do 1600 m n.p.m.